# Studenok (rejon czuhujewski)
Studenok (ukr. Студенок) – wieś na Ukrainie, w obwodzie charkowskim, w rejonie czuhujewskim. W 2001 liczyła 24 mieszkańców, spośród których 21 posługiwało się językiem ukraińskim, a 3 rosyjskim.